# Casa al carrer Major, 77 (Vallbona d'Anoia)
La Casa al carrer Major, 77 és una obra de Vallbona d'Anoia (Anoia) inclosa a l'Inventari del Patrimoni Arquitectònic de Catalunya.

## Descripció
Casa de planta rectangular i coberta a dues vessants. La façana està arrebossada, però als angles podem veure pedra turó tallada en blocs rectangulars. La casa és de dos pisos (l'últim pot ser galeria) i la porta és un arc rebaixat allindat que porta la data 1..92 dins una mena d'escut" amb 4 boles i a cada banda).